# 보녕
보녕(保寧, 969년 2월 ~ 979년 11월)은 요나라(거란국) 경종(景宗) 야율 현(耶律 賢)의 첫번째 연호이다. 10년 9개월 가량 사용하였다.

## 개원
- 응력(應曆) 19년 2월 23일[1](969년 3월 13일)에 연호를 보녕(保寧)으로 개원함.[2][3][4][5]

- 보녕(保寧) 11년 11월 25일[6](979년 12월 17일)에 연호를 건형(乾亨)으로 개원함.[7][8][4]

## 연대 대조표
| 보녕       | 원년                    | 2년        | 3년        | 4년        | 5년        | 6년        | 7년        | 8년                          | 9년        | 10년       |
| 서기(西紀) | 969년                   | 970년      | 971년      | 972년      | 973년      | 974년      | 975년      | 976년                        | 977년      | 978년      |
| 간지(干支) | 기사(己巳)              | 경오(庚午) | 신미(辛未) | 임신(壬申) | 계유(癸酉) | 갑술(甲戌) | 을해(乙亥) | 병자(丙子)                   | 정축(丁丑) | 무인(戊寅) |
| 북송(北宋) | 개보(開寶) 2년          | 3년        | 4년        | 5년        | 6년        | 7년        | 8년        | 9년 태평흥국 (太平興國) 원년 | 2년        | 3년        |
| 보녕       | 11년                    |            |            |            |            |            |            |                              |            |            |
| 서기(西紀) | 979년                   |            |            |            |            |            |            |                              |            |            |
| 간지(干支) | 기묘(己卯)              |            |            |            |            |            |            |                              |            |            |
| 북송(北宋) | 태평흥국 (太平興國) 4년 |            |            |            |            |            |            |                              |            |            |

## 동시대 연호

### 중국
송(宋)
- 개보(開寶) (968년 ~ 976년)
- 태평흥국(太平興國) (976년 ~ 984년)

남한(南漢)
- 대보(大寶) (958년 ~ 971년)

북한(北漢)
- 천회(天會) (957년 ~ 973년)
- 광운(廣運) (974년 ~ 979년)

대리국(大理國)
- 명정(明政) (969년 ~ 985년)

호탄 왕국(于闐)
- 천존(天尊) (967년 ~ 977년)
- 중흥(中興) (978년 ~ 985년)

### 베트남
- 타이빈(太平) (970년 ~ 980년)

### 일본
- 안나(安和) (968년 ~ 970년)
- 덴로쿠(天祿) (970년 ~ 973년)
- 덴엔(天延) (973년 ~ 976년)
- 조겐(貞元) (976년 ~ 978년)
- 덴겐(天元) (978년 ~ 983년)

## 같이 보기
- 중국의 연호 목록